# Australian Peace Party
Die Australian Peace Party ist eine australische Partei, die vom umstrittenen islamischen Kleriker Taj El-Din Hilaly gegründet wurde, um muslimische Interessen zu vertreten. Betont wird hierbei, dass Mitglieder anderer Religionen nicht von der Partei ausgeschlossen sind. Unterstützung findet die Partei durch das politische Komitee der „Muslim community elders“, einer Vereinigung, die ebenfalls von Hilaly gegründet wurde. Das Motto der Partei lautet "Mit dir, von dir und für dich!"

## Geschichte
Ursprünglich wurde im Jahr 2001 ein Partei-Manifest erarbeitet und tausende Mitgliedsanträge wurden gedruckt, doch ging dies aufgrund der Ereignisse vom 11. September unter. Anfang 2007 gab Hilaly bekannt, dass er Ende des Jahres die Partei mit mehreren Tausenden Mitgliedern offiziell registrieren lasse.

### Außendarstellung
Der Partei wird von ihren Gegnern Scheinheiligkeit vorgeworfen. Zum einen stellt sich die Partei in der Außendarstellung als gemeinnützig und völkerverständigend dar, zum anderen sorgt Hilaly als Parteichef immer wieder für Diskussionsbedarf. Der ehemalige Oppositionsführer Kevin Rudd wurde mit den Worten zitiert: „Australier werden nie einen Mann wählen, der Frauen erniedrigt, Gangvergewaltiger verteidigt und, sobald er im Mittleren Osten ist, Australien und Australier denunziert.“ Der frühere australische Premierminister John Howard sagte dazu: „Es ist unklug, da es den Anschein erweckt die australischen Muslime würden sich gegen die Integration stellen.“.

### Politische Ausrichtung
Die Australian Peace Party setzt sich nach eigener Aussage zum Ziel, alle Aktionen zu unterstützen, die Frieden, Sicherheit und Harmonie zu allen Menschen in der Welt bringen. Sie will in Australien mit all den anderen Parteien ernsthaft in der Absicht zusammenarbeiten, eine allgemeine Verbesserung im Land zu erreichen.